# Cerkiew Świętych Kosmy i Damiana w Skwirtnem
Cerkiew Świętych Kosmy i Damiana – dawna łemkowska cerkiew greckokatolicka, znajdująca się w Skwirtnem, wzniesiona w 1837. 
Po 1947 przejęta przez Kościół rzymskokatolicki. Obecnie użytkowana jako kościół filialny parafii Matki Bożej Nieustającej Pomocy w Uściu Gorlickim.
Cerkiew wpisano na listę zabytków w 1991. Została włączona do małopolskiego Szlaku Architektury Drewnianej.

## Historia
Cerkiew została wybudowana w 1837. Po akcji „Wisła” w 1947 świątynia zaczęła być użytkowana jako Kościół rzymskokatolicki. Remonty świątyni przeprowadzono w 1900 oraz w latach 1964-65 i 1991-92. 

## Architektura
Świątynia jest cerkwią łemkowską typu północno-zachodniego. Uznawana jest za modelowy przykład XIX-wiecznej cerkwi wzniesionej w tym stylu. Cerkiew wybudowano z drewna. Jest budowlą o konstrukcji zrębowej, orientowaną, trójdzielną. Wzniesiona została na planie złożonym z trzech prostokątów zbliżonych do kwadratu: prezbiterium, szerszej od niego nawy i babińca. Każdy z członów budowli jest nakryty odrębnym dachem.
Wieża ma konstrukcję słupową i obejmuje całkowicie ściany babińca. Wokół wieży znajduje się zachata. Cała cerkiew, zarówno ściany, jak i dach, obita jest gontem. Konstrukcja posiada dachy namiotowe bez załamań, uzupełnione kalenicami i zwieńczone pozornymi wielobocznymi latarniami. Na zwieńczeniach znajdują się ozdobne krzyże, każdy z nich o innym kształcie. Nad wieżą umieszczono namiotowo-baniasty hełm. Nawa i prezbiterium nakryte są pozornymi sklepieniami kopulastymi, zaś w babińcu strop jest płaski.
Świątynia otoczona jest drewnianym ogrodzeniem z jedną bramką.

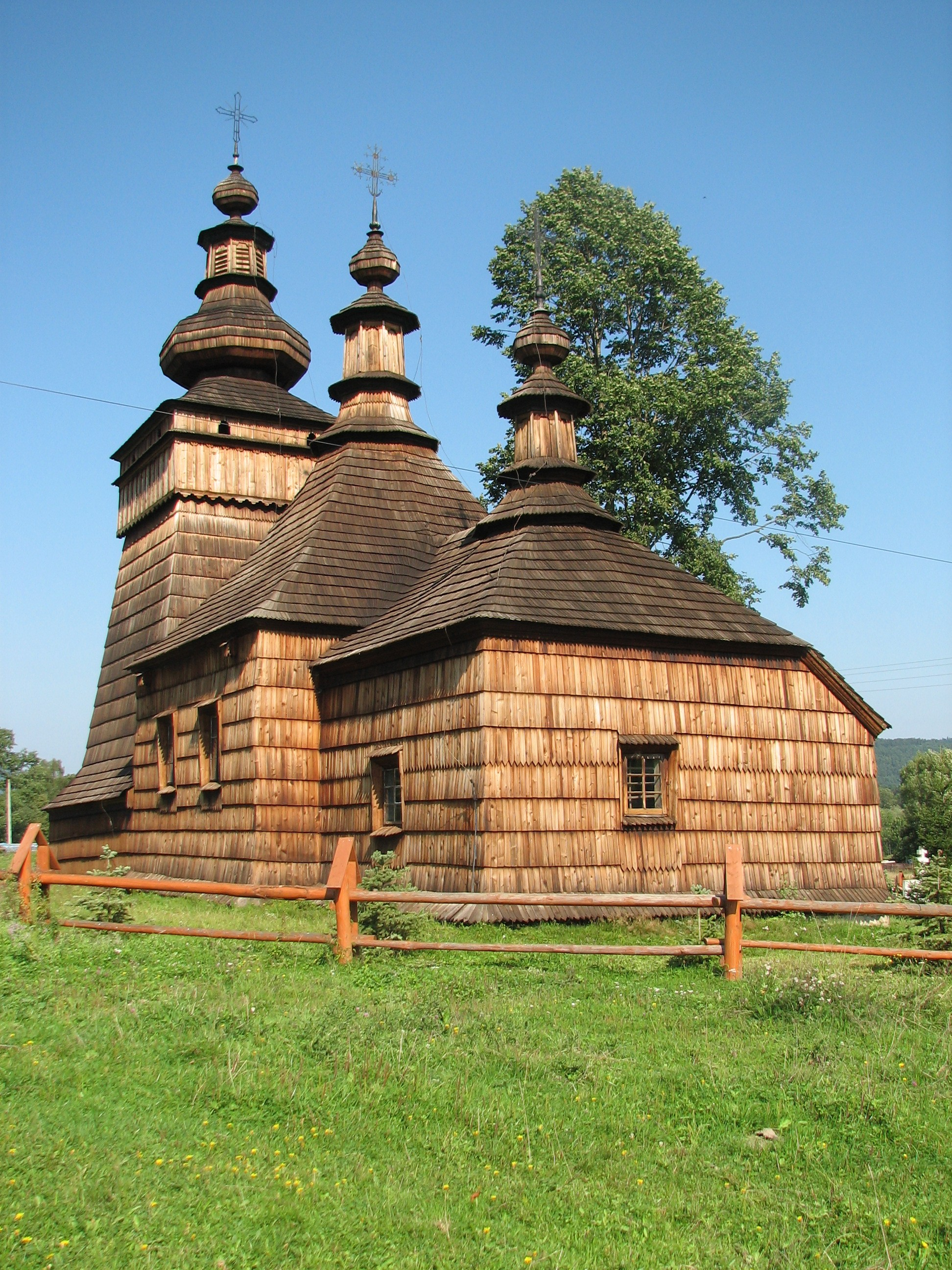
Widok od strony sanktuarium
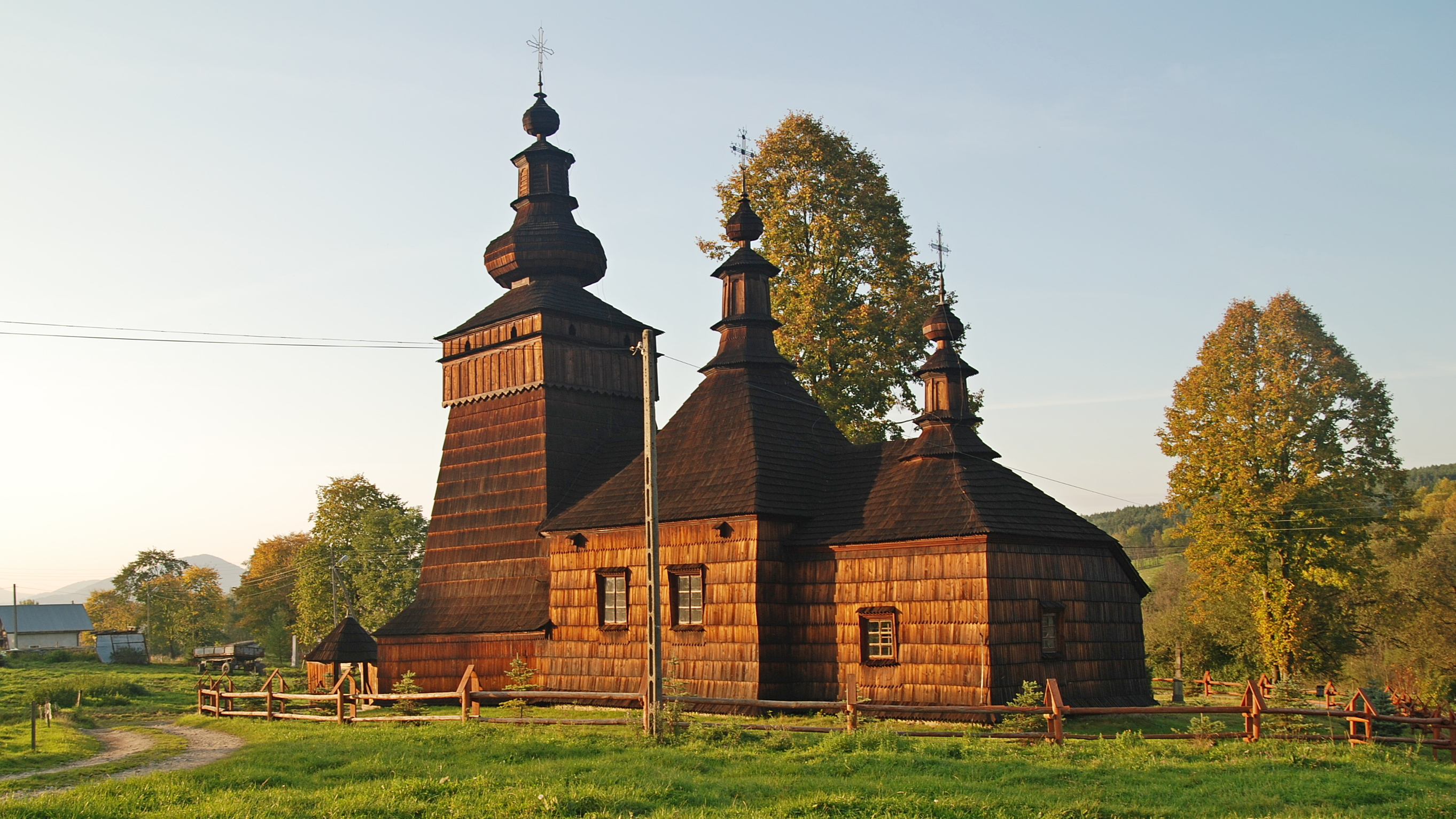
Elewacja południowa
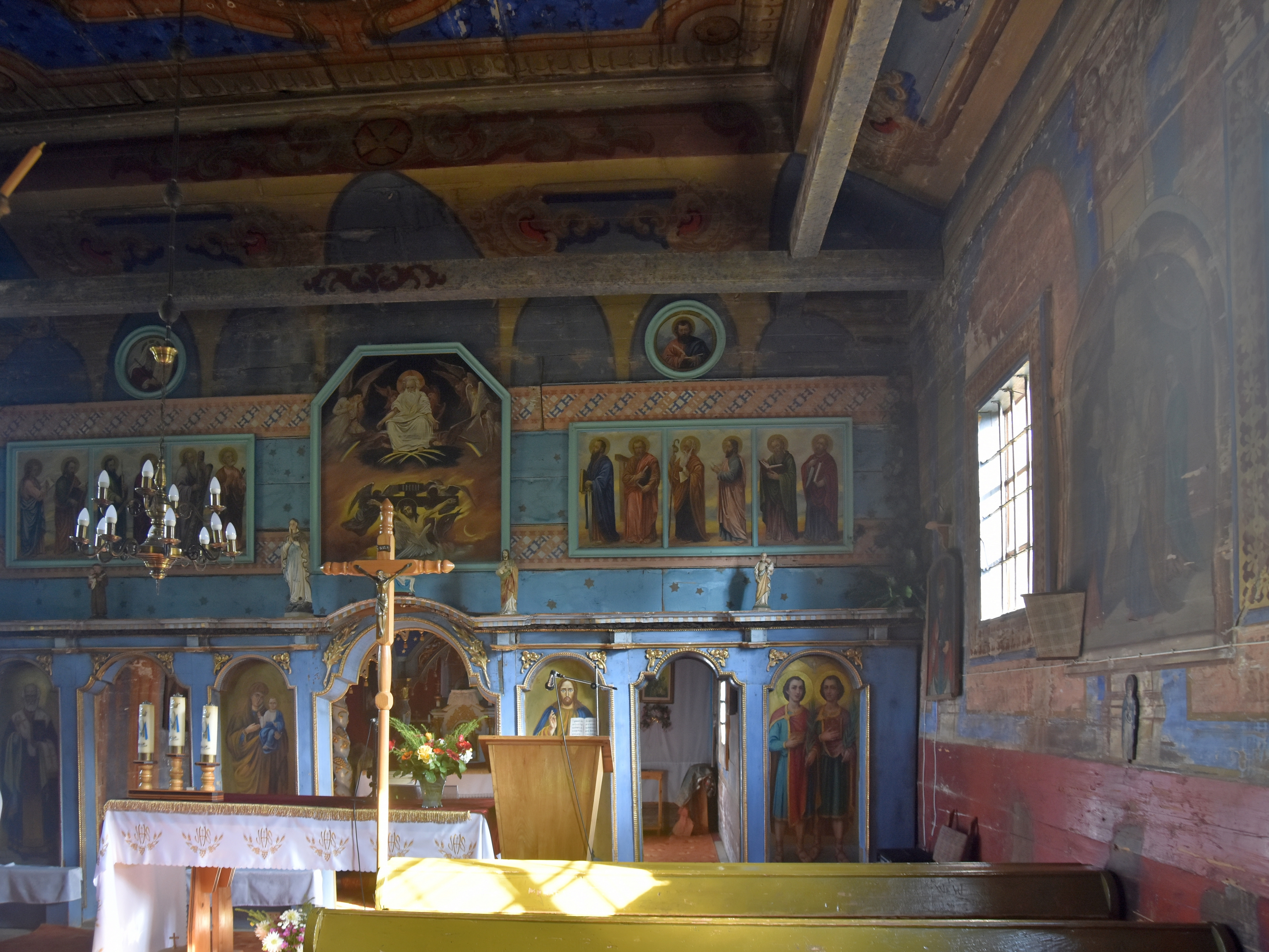
Wnętrze

## Wnętrze świątyni
Wewnętrzne ściany zdobi polichromia architektoniczna, ornamentalna i figuralna wykonana około 1900. Architektoniczne malowidła na ścianach imitują marmurowe kolumny. Na stropie nawy przedstawiono Trójcę Świętą, zaś na stropie babińca Opiekę Bogurodzicy. Chór muzyczny zawieszony jest wzdłuż ścian babińca, a także częściowo wzdłuż ścian nawy w zachodniej jej części. Zdobi go rzeźbiona arkadowo balustrada.
We wnętrzu znajduje się wyposażenie pochodzące z XIX i początku XX wieku. W prezbiterium umieszczono ołtarz główny z połowy XIX wieku. Prezbiterium oddzielone jest od nawy współczesną przegrodą o charakterze ikonostasu. W jej dolnej części znajdują się cztery ikony namiestne pochodzące z początku XX wieku, w tradycyjnym układzie. Ponad nimi, na ścianie, umieszczono współczesne obrazy apostołów oraz duży wizerunek Chrystusa i Boga Ojca. Po bokach, na ścianie nawy, wiszą starsze ikony z początku XIX wieku, będące pozostałością dawnego ikonostasu. Przedstawiają one Matkę Bożą z Dzieciątkiem i Chrystusa Pantokratora. Z dawnego wyposażenia cerkiewnego zachował się dwustronnie malowany krzyż procesyjny, również z początku XIX wieku. Obecnie znajduje się w przedsionku.